# Тулово (Витебский район)
Ту́лово (бел. Ту́лава) — агрогородок (до 2008 — деревня) в Витебской районе Витебской области Беларуси. Административный центр Туловского сельсовета. Население агрогородка — 2079 жителей (2019).

## География
В 7 км к востоку от Витебска.

### Гидрография
По северной части агрогородка протекает река Витьба, по восточной течёт река Питомка, а в километре к северо-востоку находится водохранилище Тулово.

## История
Фольварок Тулово в Бабиничской волости Витебского уезда упоминается в начале XX века, владелец — А. Гуцевич. Фольварок имел 3 двора с населением 27 жителей.
В сентябре—декабре 1941 года немецкими оккупантами возле Тулово, в Иловском (Туловском) овраге, были расстреляны до 20 000 евреев; на месте расстрела установлен памятный знак.
В 2011 году часть территории агрогородка включена в городскую черту Витебска (Октябрьский район).

## Инфраструктура
В Тулово находится созданная в 1956 году Витебская сельскохозяйственная опытная станция — ныне Республиканское унитарное сельскохозяйственное предприятие «Экспериментальная база „Тулово“». Близ восточной окраины Тулово есть трасса для проведения соревнований по мото- и автокроссу.

## Достопримечательность
- Памятный знак

## Персоналии
Уроженец деревни 1816 года — поэт, прозаик и драматург Марцинкевич, Героним Францевич.